# La Belle Iseult
La Belle Iseult est un tableau réalisé en 1858 par l'artiste britannique William Morris, et sa seule peinture de chevalet. De format vertical, cette huile sur toile préraphaélite est une peinture mythologique illustrant un épisode de l'histoire de Tristan et Iseut. Elle représente cette dernière en pied devant un miroir alors qu'elle se passe une ceinture autour de la taille, son air triste signalant qu'elle souffre de l'exil de Tristan hors de la cour du roi Marc'h. Son modèle est Jane Burden, que l'artiste finira par épouser en 1859. Legs de leur fille Mary Morris en 1939, l'œuvre est conservée à la Tate Britain, à Londres.